# 캐시 버크
캐시 버크(Kathy Burke, 1964년 6월 13일 ~ )는 잉글랜드의 배우이다.

## 작품 목록
- 팬
- 씨 비스트
- 런던 공습 - 베럴 역